# Paavo Koli
Paavo Olavi Koli, född 21 maj 1921 i Uleåborg, död 26 mars 1969 i Tammerfors, var en finländsk sociolog och universitetsman.
Koli tjänstgjorde under kriget inom pionjärtrupperna. Han var yrkesofficer till och med 1945, militärgrad kapten, och mottog den 23 augusti 1942 Mannerheimkorset, nr 81. Efter kriget slog han in på den akademiska banan, avlade politices kandidat-examen 1948, blev politices licentiat 1955 och disputerade för doktorsgraden 1956 på ett tema om fördomar inom den industriella organisationen.
Koli var 1952–1953 assistent i socialpolitik vid Helsingfors universitet och docent där 1959–1963, blev 1959 tillförordnad professor i sociologi vid Samhälleliga högskolan samt 1961 professor. Han utsågs 1962 till rektor för denna högskola, som flyttats till Tammerfors och 1966 omvandlades till Tammerfors universitet, vars första rektor han därmed blev. Som vetenskapsman utgav han några arbeten som berörde hans egen disciplin, Ideology patterns and ideology cleavage (1959), Auktoriteettitiedotukset (1960), Organisaatio ja johtajuus (1960), en samling tal under den för hans futurologiska tänkesätt typiska titeln Suuntana huominen (ungefär "Mot morgondagen")(1968), med mera.

### Uppslagsverk
- Koli, Paavo i Uppslagsverket Finland (webbupplaga, 2012). CC-BY-SA 4.0